# 橈側手根屈筋
橈側手根屈筋（とうそくしゅこんくっきん、英語: flexor carpi radialis muscle）は人間の上肢の筋肉で手関節の掌屈、橈屈、前腕の回内を行う。
上腕骨内側上顆から起こり、第2・第3中手骨底前面で停止する。